# إيليو فيتوريني
إيليو فيتوريني (بالإيطالية: Elio Vittorini) (23 يوليو 1908 – 12 فبراير 1966) كان كاتبًا ومترجمًا وناقدًا أدبيًا إيطاليًا بارزًا. يُعد أحد الأسماء المهمة في الأدب الإيطالي الحديث، خاصة بسبب أعماله ذات الطابع الواقعي والتزامه السياسي.

## حياته
وُلد فيتوريني في سيراكوزا بجزيرة صقلية، وبدأ مسيرته الأدبية في ثلاثينيات القرن العشرين. انخرط في السياسة وكان معارضًا للفاشية، ما أدى إلى اعتقاله لفترة وجيزة. انتقل لاحقًا إلى ميلانو حيث واصل نشاطه الأدبي والثقافي.

## أعماله
من أشهر رواياته:
- Conversazione in Sicilia (محادثة في صقلية، 1941)

- Uomini e no (رجال ولا رجال، 1945)

كما قام بترجمة العديد من الأعمال الأدبية الأمريكية إلى الإيطالية وأسهم في تعريف القرّاء الإيطاليين بأدب إرنست همنغواي وجون شتاينبك.

## وفاته
توفي فيتوريني في ميلانو عام 1966 عن عمر ناهز 57 عامًا بعد صراع مع المرض.